# Heiligenbrunn (Fürstenzell)

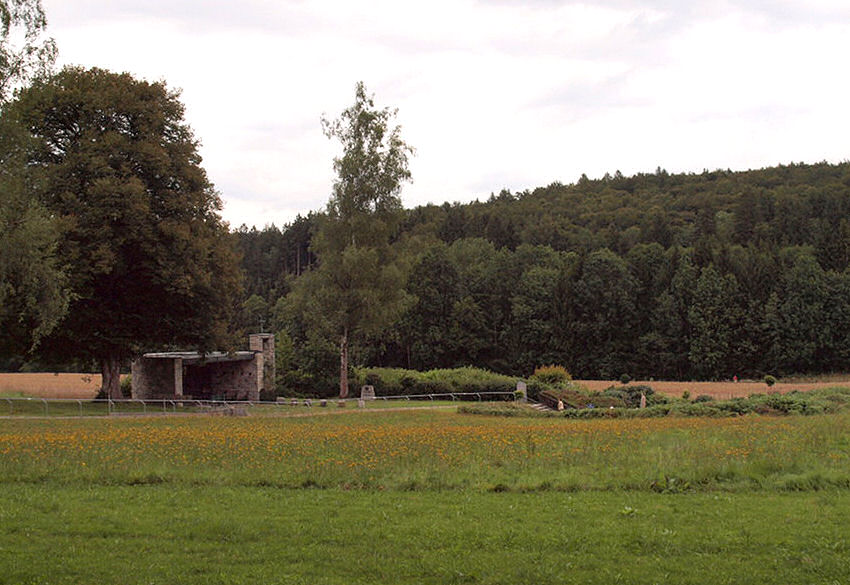
Kapelle und Brunnen in Heiligenbrunn

Heiligenbrunn ist ein Marien-Wallfahrtsort im Ortsteil Obereichet bei Jägerwirth in der Gemeinde Fürstenzell bei Passau.
Der Wallfahrtsort Heiligenbrunn liegt in einer großen Waldlichtung im Neuburger Wald bei der Ortschaft Jägerwirth. 
Die Ursprünge der Wallfahrt lassen sich bis ins späte 16. Jahrhundert zurückverfolgen.
Nachdem der Wallfahrtsort jahrhundertelang im Wesentlichen nur aus einem Teich und einer daneben liegenden Holzkapelle bestanden hatte, wurde 1964 die Quelle in einem Brunnen gefasst und eine moderne Kapelle aus Granit errichtet.

## Geschichte

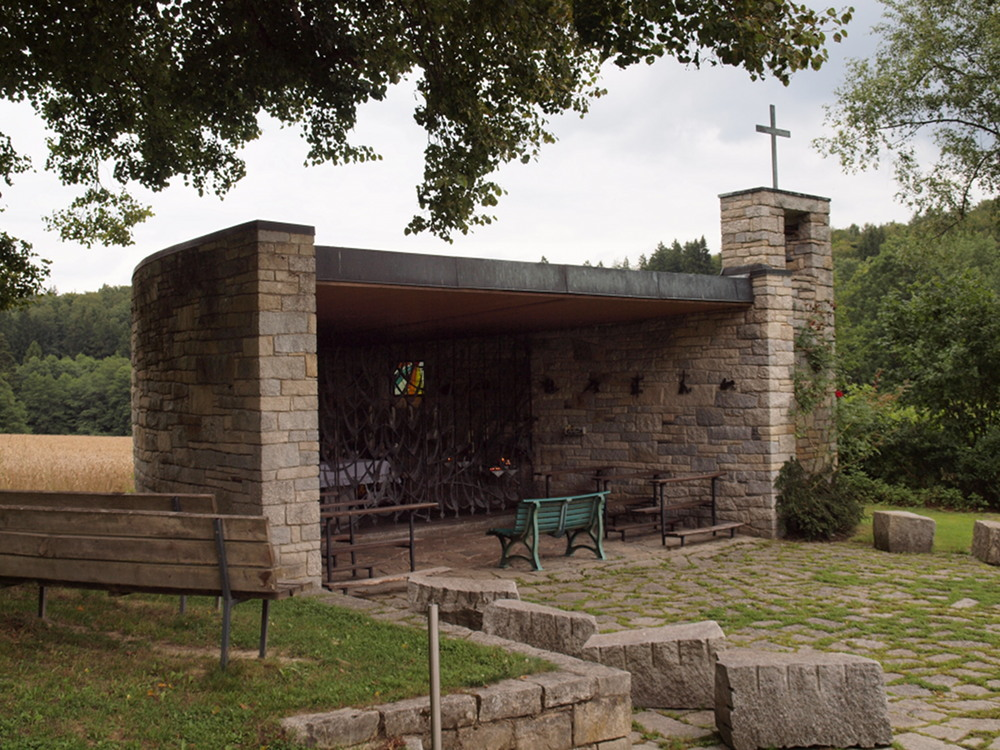
Kapellenbau von 1964

Die Wallfahrt nach Heiligenbrunn entstand im späten 16. Jahrhundert. 
In den Archivalen ist sie ab 1600 nachweisbar. 
Um 1676 wurde neben dem Teich eine hölzerne Kapelle errichtet.
Im Zuge der Säkularisation wurde am 1. Mai 1803 die Wallfahrt nach Heiligenbrunn verboten, die Kapelle abgebrochen und der Teich abgelassen.
In der Kapelle wurden damals 288 Votivtafeln, 200 Wachsvotive, 48 Bruchbinden, 15 Krücken und 15 hölzerne Herzen, Lebern und Lungen sichergestellt.
Bereits am 2. Juli 1803, am Fest Mariä Heimsuchung, wurden wieder 2000 Wallfahrer gezählt, so dass Militär aus Passau angefordert wurde, um das Wallfahrtsverbot durchzusetzen.
Dies hatte aber nur teilweise Erfolg.
Um 1818 hatte man bereits wieder eine hölzerne Kapelle errichtet und den Teich wiederhergestellt.
In der ersten Hälfte des 20. Jahrhunderts verebbte der Wallfahrerstrom. 
Nach dem Zweiten Weltkrieg wurde die Wallfahrt durch die umliegenden Gemeinden wieder neu belebt.
Am 7. Februar 1964 wurde deshalb ein Kapellenbauverein mit dem Ziel der Neugestaltung von Kapelle und Quelle gegründet.
Die neue Kapelle aus Granit und der neue Brunnen wurden bereits im August desselben Jahres geweiht.
Architekt war Adolf Hiendl aus Passau.
Zwischen 1998 und 2002 wurde die Quelle neu gefasst und der Brunnenbereich neu gestaltet.

## Legenden
Wie bei Wallfahrtsorten üblich ranken sich um die Entstehung des Wallfahrtsorts Legenden. So soll die Wallfahrt entstanden sein, nachdem eine Bauerstochter aus der Griesbacher Gegend durch das Wasser aus dem Teich von der „Hinfallenden Sucht“ (Epilepsie) geheilt worden sein soll. Ihr Vater habe darauf die erste hölzerne Mariensäule gestiftet.
Für 1674 wird berichtet, dass der Grundeigentümer den Teich zuschütten und das Marienbild entfernen hat lassen, da er sich durch das ständige Zertreten seiner Wiese geschädigt fühlte. Darauf soll in der darauffolgenden Nacht dessen Hof abgebrannt und der komplette Viehbestand zu Grunde gegangen sein, worauf dieser eine hölzerne Kapelle errichten ließ.
Eine weitere Legende berichtet, dass im ursprünglichen Teich eine Marienfigur oder Kapelle versunken sein soll, weshalb Wallfahrer mit Stangen immer wieder danach im Teich suchten. Beim Ablassen des Teichs 1803 fand man jedoch nur einige Ziegelbruchstücke.

## Trivia

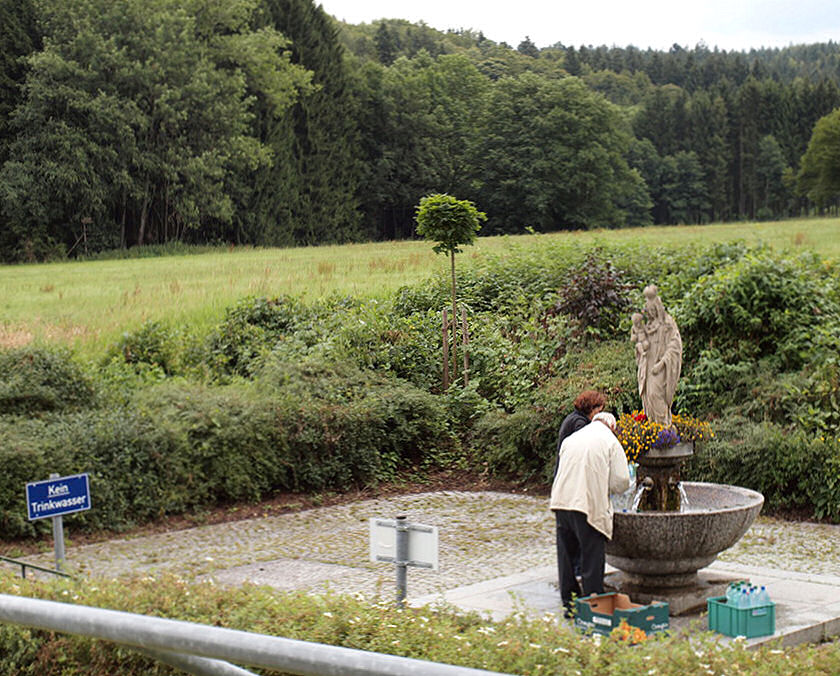
Brunnen mit Besuchern beim Wasserschöpfen

- Das Brunnenwasser ist explizit nicht als Trinkwasser deklariert. Das Gebiet um die Quelle müsste sonst als Wasserschutzgebiet ausgewiesen werden, was einschneidende Auswirkungen hinsichtlich der Bewirtschaftung der umliegenden Felder und Wiesen bedeuten würde. Der Landwirt, der die umliegenden Grundstücke bewirtschaftet, verzichtet in Absprache aber im Gegenzug auf eine Düngung und intensive Bewirtschaftung  der umliegenden Grundstücke. Die jeweils aktuellen Wasseranalysen werden im Schaukasten am Parkplatz ausgehängt.
- Die Beliebtheit des Wassers der Quelle in Heiligenbrunn ist unter anderem auch darauf zurückzuführen, dass es im Gegensatz zum kalkhaltigem Wasser der örtlichen Fernwasserversorgung wesentlich weicher und deshalb für Kaffee- und Tee-Zubereitung besser geeignet ist.